# Nokia N91

Nokia N91 are un ecran TFT de 2.1 inchi, memorie internă 4 GB, camera foto de 2 megapixeli, Bluetooth și Wi-Fi.
Rulează pe sistemul de operare Symbian 9.1 pe platforma Series 60 cu un procesor ARM 9 Dual tactat la 220 MHz și 64 MB RAM.

## Design
N91 are carcasa din oțel inoxidabil.
Mufa audio de 3.5 mm este situat la marginea de sus a telefonului. Butonul de alimentare este pe partea de sus.
Pe partea stângă sus se află butoanele de volum de sus/jos.
Pe partea de jos este portul mini-USB pentru sincronizare.
În parte frontală se găsește ecranul și comenzile pentru redarea muzicii.

## Multimedia
Player-ul de muzică suportă formatele audio AAC, AAC+, eAAC+, MP3, mp3PRO, WAV, MIDI și WMA.
Sincronizarea se poate cu iTunes pentru utilizatorii Mac sau cu Windows Media Player în Windows.
Are radio FM și aplicația Visual Radio. Player-ul de video este Real Player.

## Conectivitate
Nokia N91 dispune de Bluetooth cu suport pentru cască, handsfree, DUN, FTP, HID, Basic Printing Profile, Object Push profile și altele.
Sincronizarea datelor prin cablu se realizează prin portul micro-USB 2.0. Are Wi-Fi 802.11 b/g.

## Caracteristici
- Ecran TFT de 2.1 inchi cu rezoluția de 176 x 208 pixeli
- Radio FM Stereo și aplicația Visual Radio
- Procesor ARM 9 Dual tactat la 220 MHz
- Memoria internă 4 GB, 64 MB RAM
- Camera foto de 2 megapixeli cu rezoluția de 1600 x 1200 pixeli
- Bluetooth 1.2
- Port micro-USB 2.0
- Wi-Fi 802.11 b/g
- Sistem de operare Symbian OS 9,1, S60 UI